# Fraccionamiento Santa Cruz Tecámac
Fraccionamiento Santa Cruz Tecámac, eller bara Santa Cruz Tecámac, är en ort i Mexiko, tillhörande kommunen Tecámac i delstaten Mexiko. Fraccionamiento Santa Cruz Tecámac ligger i den centrala delen av landet och tillhör Mexico Citys storstadsområde. Orten hade 3 260 invånare vid folkmätningen 2010.